# Sister Iodine
Sister Iodine est un groupe de noise rock et rock expérimental français, originaire de Paris. Il est formé en 1992, et composé d'Erik Minkkinen, Lionel Fernandez et Nicolas Mazet. 

## Biographie
Influencé par la no wave, Sonic Youth et The Ex, Sister Iodine produit une musique plutôt froide mais intense, proche du bruit blanc, mêlant hurlements, guitares saturées et rythmiques de batterie violentes et binaires, ce qui lui a valu d'être qualifié de groupe arty ou post-rock. Outre les premières parties de Sonic Youth, Faust, Keiji Haino, Circle X, Tone Rec, ou Pluramon, le trio a également participé à des projets communs avec Bästard ou The recyclers. Sister Iodine se sépare en 1997.
Après la séparation du groupe, Érik Minkkinen, chanteur et guitariste du groupe, s'occupe du projet électronique Discom avec Lionel Fernandez, avec lequel il a en outre monté en 2000 le label Deco. En collaboration avec Sylvie Astié et Isabelle Piechaczyk, tous deux ont également mis en place la structure parisienne Büro, qui organise depuis 1998 des concerts et des performances de musique électronique, ainsi que Le Placard, festival de musique sous casques en appartement. Lionel Fernandez joue aussi au sein du groupe Antilles en compagnie du batteur de The Berg Sans Nipple.
Séparé pendant sept ans, Sister Iodine se reforme en 2004, d'abord pour quelques concerts épisodiques, puis pour la publication en 2007 de Helle, en 2009 de Flame Desastre, et en 2013 de Blame. En septembre 2016, le groupe participe au Red Bull Music Academy Paris 2016, aux côtés de Thurston Moore.

## Membres
- Érik Minkkinen - guitare, chant
- Lionel Fernandez - guitare
- Nicolas Mazet - batterie

## Discographie
- 1994 : ADN 115
- 1996 : Pause
- 2007 : Helle
- 2009 : Flame Desastre
- 2010 : Meth, live in Tokyo (avec Masaya Nakahara)
- 2013 : Blame
- 2018 : Venom
- 2023 : Hollozone